# Американо-французские отношения
Американо-французские отношения — двусторонние дипломатические отношения между Соединёнными Штатами Америки и Францией.

## История
Франция являлась одним из основных союзников Соединенных Штатов в их войне за независимость от Великобритании. В 1942 году режим Виши разорвал дипломатические отношения с Соединенными Штатами во время Второй мировой войны. В 1944 году отношения были восстановлены. США и Франция являются одними из пяти постоянных членов Совета Безопасности ООН.
Отношения между Соединенными Штатами и Францией являются тесными и дружественными. Обе страны объединяют общие ценности и взгляды на большинство политических и экономических вопросов. Различия во взглядах обсуждаются открыто и в целом не нарушают структуру тесного сотрудничества, которое характеризует отношения между двумя странами.
США и Франция тесно сотрудничают по многим вопросам, в первую очередь в борьбе с терроризмом, распространением оружия массового уничтожения, по региональным проблемам, в том числе в Африке, на Ближнем Востоке, на Балканах и в Центральной Азии. В качестве одного из постоянных членов СБ ООН и одного из лидеров Европейского Союза, Франция пытается препятствовать развитию иранской ядерной программы. В израильско-палестинском конфликта, Франция полностью поддерживает позицию США в мирном процессе. Франция является одним из членов НАТО и внесла ощутимый вклад в миротворческие операции по всему миру.
В октябре 2022 года Bloomberg сообщил о критике президента Франции Эммануэля Макрона в адрес торговой и энергетической политики США. Было отмечено, что заявления были сделаны в контексте растущего негодования по поводу экономической цены, которую континент платит за конфликт на Украине. Макрон отметил, что США продают энергоносители дешевле внутри страны и осуществляют мастабную государственную поддержку, достигающую в ряде секторов экономики 80%. По мнению политика, подобная политика представляет собой «двойные стандарты» по отношению к ЕС. Было отмечено, что  ранее, в 2021 году, двусторонним отношениям был нанесен серьезный удар в связи с отказом Австралии от крупной сделки по приобретению французских подводных лодок в пользу аналогичной сделки с США.

## Торговля
Франция является третьим по величине торговым партнером США в Европе (после Германии и Великобритании). В среднем более 1 млрд. долларов США участвует в коммерческих операциях между странами. Экспорт из США во Францию: промышленные химикаты, самолёты и двигатели, электронные компоненты, программное обеспечение, компьютеры и периферийные устройства, аналитические и научные приборы, медицинские инструменты и материалы. Соединенные Штаты являются крупнейшим иностранным инвестором во Франции и имеют двустороннее соглашение об инвестициях, которое помогает избежать двойного налогообложения и уклонения от уплаты налогов.